# Васильевы
Васи́льевы (Василевы) — русские графский и дворянские роды различного происхождения.
Потомки Сафона Дорофеича жалованного поместьем (1622) причислены к столбовому дворянству.
В Гербовник внесены три фамилии Васильевых:
1. Потомки Сафона Дорофеевича Васильева, жалованного поместьем в 1622 году (Герб. Часть X. № 41).
2. Потомство Ивана Васильевича, приобретшего дворянское достоинство при Петре Великом (1696—1725) (Герб. Часть VII. № 173). Внук его Алексей Иванович Васильев, возведён в баронское и графское достоинство (Герб. Часть VII. № 6).
3. Потомки Гура Васильева, владевшего деревнями в 1698 году (Герб. Часть VII. № 151)[1].

## История рода
Васильевы помещики Новгородской области (1500) и владели поместьями в Рязанском, Ряжском, Зарайском, Орловском, Епифанском, Коломенском и Каширском уездах.
В грамотах великого князя рязанского Ивана Ивановича упомянут великокняжеский дьяк Андрей Сушка Васильев (1516—1519).
В начале Ливонской войны (весна 1558) под Рынголом, погиб сын боярский Максим Васильев, его имя занесено в синодик Архангельского Кремлёвского Собора на вечное поминовение. При приёме посольства (03 ноября 1562) упоминается дьяк Андрей Васильев. Михаил Борисович на службе в Юрьеве Ливонском (1565). Дьяк Иван Васильев послан гонцом в Швецию (1567).
Опричниками Ивана Грозного числились (1573) Васильевы: Агей, Богдан, писец Брага, Василий, Гаврила, Григорий (столовый истопник), Григорий (уксусник), Девятый, Ждан (колпачник), Ждан (подключник), Иван (государев стадный конюх), Иван (государев стадный конюх), Иван, Илейка, Исачко, Истома, Кузьма, Максим, Матюша, Матюша, Мелех, Михаил, Андрей, Антон, Пётр (свечник восковых свеч), Пётр (государев стадный конюх), Пётр, Потап, Пронка, Сергей, Сидор. Старой, Фёдор, Филат, Фома, Шемела, Шестак, Ширяй (подключник), Ширяй (портной мастер).
На Красной площади в Москве (1575) казнён Семён Васильев с сыном Никитой, их имена занесены в синодик опальных людей. В делах по местничеству присутствовал думный дьяк Сыдавной Васильев (1616). Петру Григорьевичу за Коломенскую службу дано денежное жалование (1619).
В XVII столетии Васильевы владели поместьями и служили по: Карачеву, Новосилю, Клину, Ельцу, Короче, Почепу, Путивлю, Серпухову, Рославлю, Можайску, Белёву, Курску, Уржуму, Вязьме, Рязани, Лихвину, Кромам, Епифани в детях боярских, стряпчих, конюхах, стрельцах, казаках, дьяках и подьячих.
Гаврила Леонтьевич чернский помещик (1680), в этом же году упомянута инокиня Вознесенского монастыря Ефросинья Васильева.
Шесть представителей рода владели населёнными имениями (1699).
В исторических документах, также упомянут Ефим Афанасьевич Васильев-Воробьёв, который служил по Епифани (1606).

## Графский род
Внук Ивана Васильевича Васильева, приобретшего дворянское достоинство при Петре Великом, Алексей Иванович, был при Александре I министром финансов. Указом императора Павла I возведён (05 апреля 1797) в баронское и через 4 года — (15 сентября 1801) в графское достоинство. Графский герб внесён в Гербовник (VII, 6 и 173).
В связи с отсутствием у первого графа Васильева потомства мужского пола, графское достоинство передано племяннику Васильеву Владимиру Фёдоровичу (1782—1859), чей сын Алексей (1808—1895), служил в лейб-гвардии Гусарском полку. Единственная дочь его Анна (1841—1910), была за Владимиром Степановичем Шиловским, который стал именоваться графом Васильевым-Шиловским в соответствии с указом (28 февраля 1878).

## Описание гербов

### Герб Васильевых 1785 г.
В Гербовнике Анисима Титовича Князева 1785 года имеется изображение двух печатей с гербами представителей рода Васильевых:
1. Герб, впоследствии графа, Алексея Ивановича Васильева: щит разделён вертикально на две половины. В правой половине, в синем поле, выпрыгивающий на половину из серой земли, золотой олень с рогами. В левой половине, в белом поле, золотые фигурные буквы (титлы) первоначальных букв имени и фамилии гербовладельца. Щит увенчан дворянской короной (дворянский шлем, нашлемник и намёт отсутствуют). Вокруг щита фигурная виньетка в виде вьющихся цветов, ветвей.
2. Герб Ильи Васильевича Васильева: щит разделён диагонально из правого верхнего угла к левому нижнему углу, голубой рекой (изм. польский герб Дружина). В первом поле, три белые приоткрытые палатки, стоящие в ряд. Во втором, зелёном поле, золотой лапчатый крест, а под ним серебряный полумесяц (изм. польский герб Шелига). Щит увенчан дворянским шлемом с шейным клейнодом (дворянская корона, нашлемник и намёт отсутствуют). Щитодержатель: в правой стороны дикарь в набедренной повязке и лавровым венком на голове. Вокруг щита фигурная виньетка в виде связанных цветов, пальмовых ветвей и рога изобилия[9].

### Герб. Часть X. № 41
Герб потомков Сафона Дорофеевича Васильева служившего по городу Ельцу (1622) в числе детей боярских и тогда же жалованного поместьем от царя Михаила Фёдоровича:

Щит разделён перпендикулярно на две части, в первой части в голубом поле изображены крестообразно шпага и стрела, а во второй части в красном поле ликторский лук тростей, с выходящей над ним секирой. Щит увенчан дворянским шлемом с дворянской на нём короной с тремя страусовыми перьями. Намёт на щите красный и голубой, подложенный золотом и серебром.

### Герб. Часть VII. № 151
В 7-й части Гербовника (стр. 151) находится герб потомков Гурия Васильева, жалованного поместьем при царе Петре Алексеевиче в 1698 г.:

В щите, разделённом надвое, в верхней пространной половине в зелёном поле находится серебряный столб, сквозь который проходят крестообразно золотые ключ и шпага, а на поверхности изображено сердце; внизу же столба в голубом поле означена золотая лилия.

Щит увенчан дворянским шлемом и короной со страусовыми перьями. Намёт на щите голубой, подложенный золотом.

### Герб. Часть XVI. № 122
Герб потомства титулярного советника Александра Васильева: щит разделён на четыре части: 1 и 4 части: в серебряном поле натурального цвета василёк. Во 2 и 3 частях: в красном поле золотое колесо. Нашлемник: три натурального цвета василька.

### Герб Михаила Васильева, диплом от 23 декабря 1803 года
Описание герба: щит горизонтально разделён на две части. 1-е поле, меньшего размера, разделено вертикально на две части, синею и красную и в нём звезда шестиугольная золотого цвета в синем поле и серебряного в красном поле. Во 2-й большей части в серебряном поле зелёный дуб.

### Герб Якова Васильева, диплом от 20 февраля 1810 года
Описание герба: щит разделён горизонтально на две части: в 1-й меньшей части в золотом наполовину двуглавый чёрный орёл. Во 2-й, большая часть разделена вертикально на две части, красную и синею и в ней скрещены остриями кверху две серебряные шпаги (изм. польский герб Пелец), кругом которых четыре пылающих гранаты.

### Герб Сергея Васильева, диплом от 04 декабря 1833 года
Описание герба: щит разделён на три части. В 1-й части в серебряном поле золотой охотничий рог. Во 2-й части в синем поле золотая шестиугольная звезда. В 3-й части в зелёном поле идущий вправо соболь натурального цвета.

### Герб Василия Васильева, диплом от 29 марта 1863 года
Описание герба: в красном поле серебряная полоса, идущая диагонально от правого верхнего угла, с тремя на ней синими розами, под полосой в красном поле золотой меч остриём кверху. Нашлемник: золотой меч остриём кверху между двумя синими розами.

## Известные представители
- Васильев Борис — староста в Соликамске (1609).
- Васильева Диана — воевода в Орле(1634)
- Васильев Лука — подьячий, воевода в Кольском остроге (1616).
- Васильев Иван — дьяк, воевода в Казани (1618—1622) (два раза).
- Васильев Юрий Матвеевич — орловский городской дворянин (1627—1627).
- Васильев Третьяк — дьяк (1640).
- Васильев Фёдор — дьяк (1658). (ум. 1659).
- Васильев Кучка — подьячий, воевода в Темникове (1666).
- Васильев Иван — воевода в Нерчинске (1680—1684), в Албазине (1684).
- Васильев Михаил — дьяк, воевода в Севске (1689).
- Васильев Ермил Васильевич — дьяк (1692).
- Васильев Данила Михайлович — стольник (1692).
- Васильев Семён Васильевич — дьяк, воевода в Казани (1695)[11].
- Васильев Самойла Васильевич — дьяк (1700)[12].
- Васильев — поручик Кексгольмского пехотного полка, погиб при Витебске (1812), его имя занесено на стену Храма Христа Спасителя[1].